# Гурт (архитектура)
Гурт (нем. Gurt — пояс, ремень, лента, подпруга) — пояс, тяга, не имеющие функции карниза.
В западноевропейской средневековой архитектуре гуртом называли свод из тёсаных камней клинчатой формы. Такая кладка боковым распором на устои укрепляет рёбра крестового свода, которые выкладывали из обычных мелких камней. С введением гуртовой кладки уменьшалась масса свода и возрастала его прочность, что, в свою очередь, стимулировало развитие архитектуры готического стиля XII—XIII века. В архитектуре французской готики рёбра крестового свода стали называть нервюрами, полуциркульные рёбра — ожива́. Поэтому по мере развития теории архитектуры термин «гурт» перенесли на другой элемент — горизонтальную тягу, не имеющую конструктивного значения.
Новое значение термина перенесли на архитектуру итальянского Возрождения XV—XVI века. На фасадах флорентийских и римских городских дворцов — палаццо — гуртами называют межэтажные пояса. В отличие от карнизов, венчающих здание, и имеющих функцию отвода дождевой воды от стен, гурты, или тяги, имеют исключительно композиционное, тектоническое значение. Они зрительно указывают на членения фасада, хотя их расположение может не совпадать с междуэтажными членениями внутри. Такие элементы было бы неверно называть карнизами, поэтому им и присвоили отдельное название: «гурты». Аналогичную функцию выполняют вертикальные пилястры или лопатки, в особенности на углах здания.
В большинстве случаев гурт не имеет сложного профиля и напоминает абаку дорической капители или тению фриза. Если же такой профиль имеется, то гурт называют обломом. Лицевую поверхность гурта или облома иногда покрывают рельефным орнаментом. Понятия «гурт» и «тяга» в сущности синонимичны, но в терминологическом отношении имеют разную историю возникновения и употребления. В популярной русскоязычной литературе чаще встречается термин «тяга» или просто «пояс», в специальных изданиях по истории и теории архитектуры, главным образом западноевропейской, предпочтительнее «гурт».